# Освячення ножів

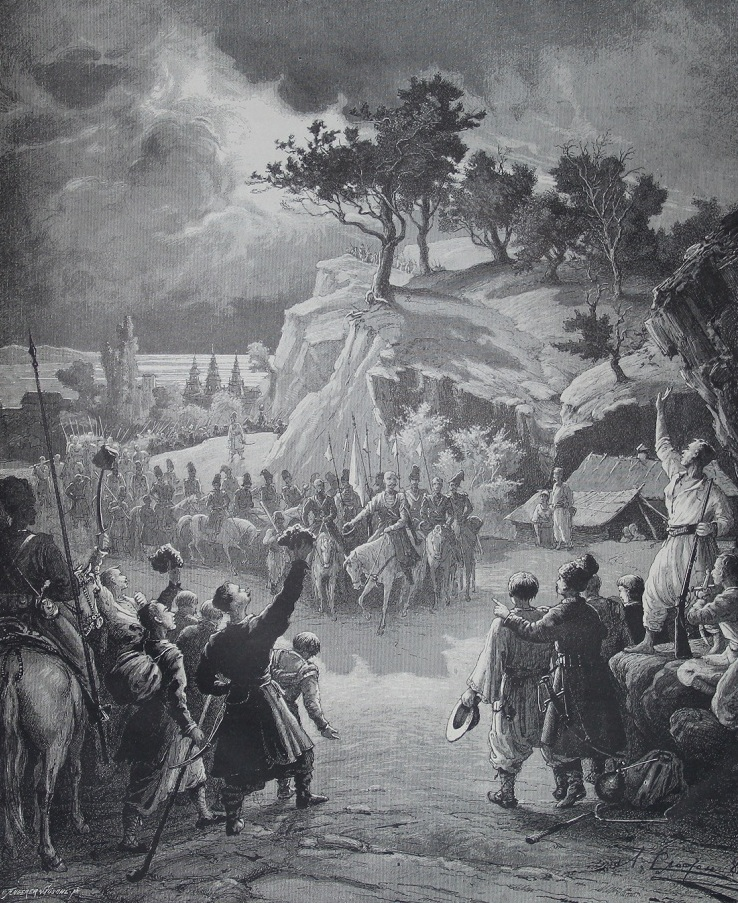
Ілюстрація О. Сластіона до поеми Т. Шевченка «Гайдамаки», 1886

Освя́чення ножі́в — 1) гайдамацький ритуал; символічний початок козацько-селянського повстання (1768—1769 років), відомого як Коліївщина; описаний у поемі Тараса Шевченка «Гайдамаки»; 2) великодній ритуал.

## Чин освячення зброї

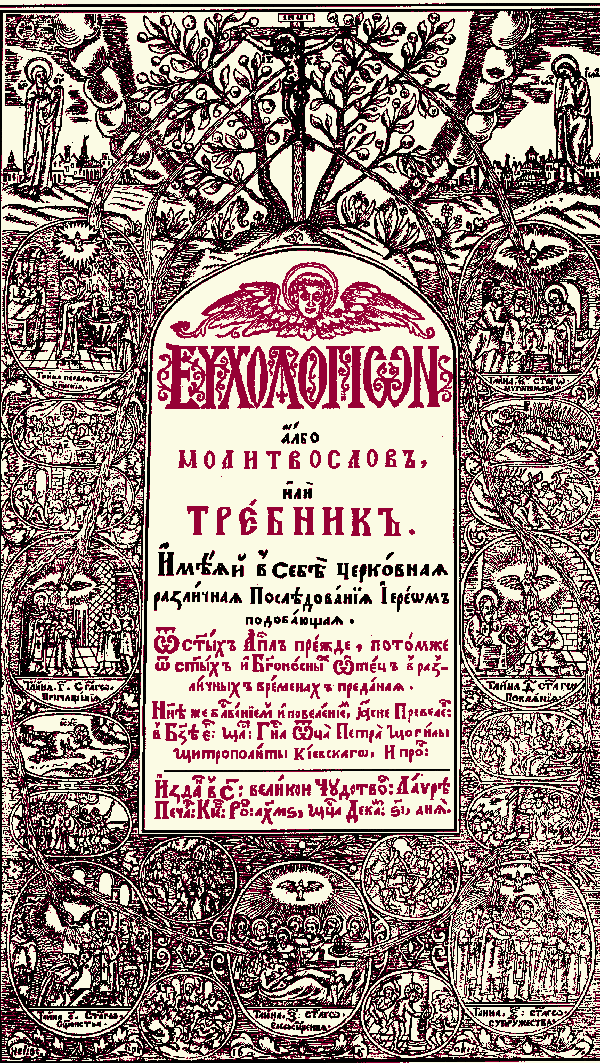
Требник Петра Могили (1646), який містить Чин освячення зброї

На думку дослідників, освячення ножів — один із різновидів ритуалу «освячення зброї в контексті лицарської етики воїнства Христового». Освячування зброї і посвята в лицарі були характерні для західноєвропейської християнської традиції, яка у добу козаччини проникла до України. Козацька субкультура запозичила основні засади дружинної етики, західноєвропейської лицарської моралі й візантійського розуміння «справедливої війни», метою якої був захист країни і віри.
Згодом Чин освячення зброї з'явився у Требнику Петра Могили 1646 року.

## Гайдамацький ритуал
Напередодні повстання 1768—1769 років гайдамаки на чолі із сотником Максимом Залізняком зібралися біля озера у Холодному Ярі. За переказами, непідтвердженими дослідниками, благословив їх й освятив їм зброю ігумен Мотронинського монастиря Мельхіседек Значко-Яворський.
Серед іншого, гайдамацький ритуал здійснили у Святопокровській церкві містечка Гребінки перед походом отамана Микити Швачки на Фастів 24 або 25 червня 1768 року.

### Опис ритуалу в художній літературі
Про освячення ножів згадує у своїй поемі «Гайдамаки» Тарас Шевченко. Поетові про обряд переповів його дід Іван, свідок, а можливо, й учасник Коліївщини.

| Молились щиро козаки, Як діти, щиро; не журились<...> А диякон: «Нехай ворог гине! Беріть ножі!» Освятили. Ударили в дзвони, Реве гаєм: «Освятили!» Аж серце холоне! Освятили, освятили! Гине шляхта, гине! Розібрали, заблищали По всій Україні[8]. |
Згадка про освячення ножів мається у книзі Василя Шкляра «Чорний ворон. Залишенець».

## Сучасне здійснення ритуалу

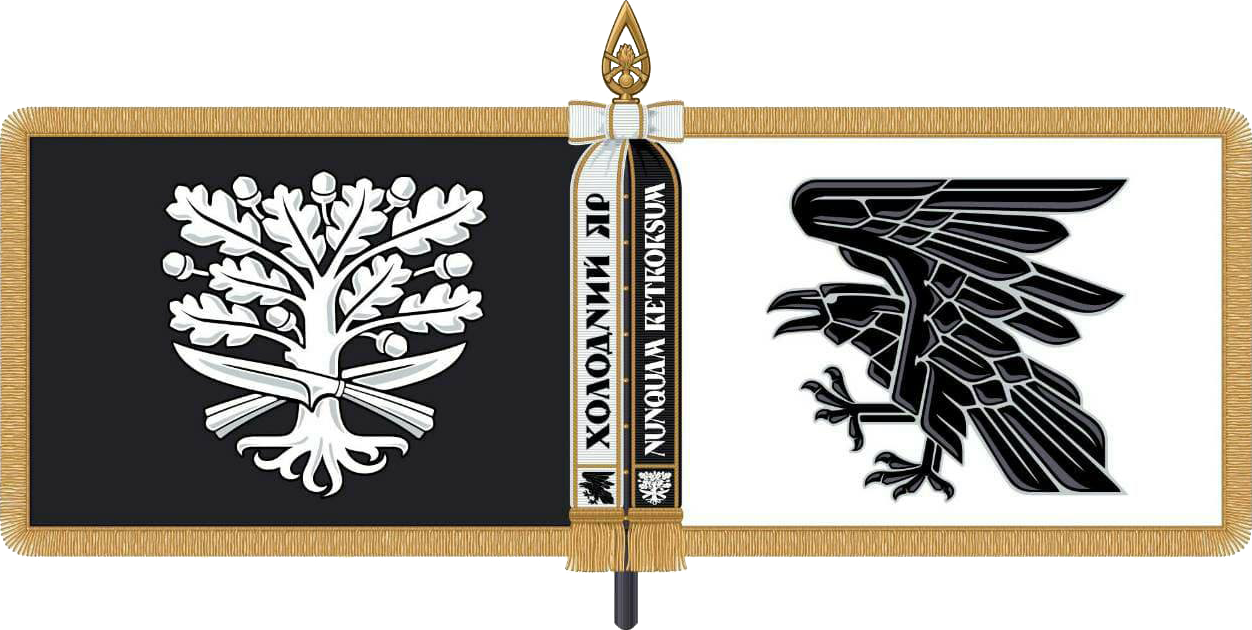
Зображення гайдамацьких ножів на бойовому знамені 93-ї ОМБр «Холодний Яр»

Представники сучасних праворадикальних рухів відродили обряд освячення ножів. На їхню думку, «цими діями вони не тільки вшановують вчинки гайдамаків, але й наголошують про свою готовність захищати соціальні та національні права народу».
У січні 2018 року гайдамацькі ножі з'явилися на бойовому знамені 93-ї ОМБр «Холодний Яр».

## Великодній ритуал
Освячення ножів, уже не пов'язане з гайдамацьким ритуалом, інколи відбувається на Великдень. Проте деякі священнослужителі засуджують цей обряд, зазначаючи, що у православній традиції дотепер існує лише освячення «копія», спеціального ножа для виймання частинок із просфор під час проскомидії (літургії).